# جايسون فولر
جايسون فولر (بالإنجليزية: Jason Fowler)‏ (20 أغسطس 1974 في المملكة المتحدة - ) هو لاعب كرة قدم بريطاني في مركز الوسط. لعب مع كارديف سيتي ونادي بريستول سيتي ونادي توركي يونايتد.

## وصلات خارجية
- جايسون فولر على موقع قاعدة بيانات كرة القدم.إي يو (الإنجليزية)
- جايسون فولر على موقع Soccerbase.com (لاعب) (الإنجليزية)